# Mangere East

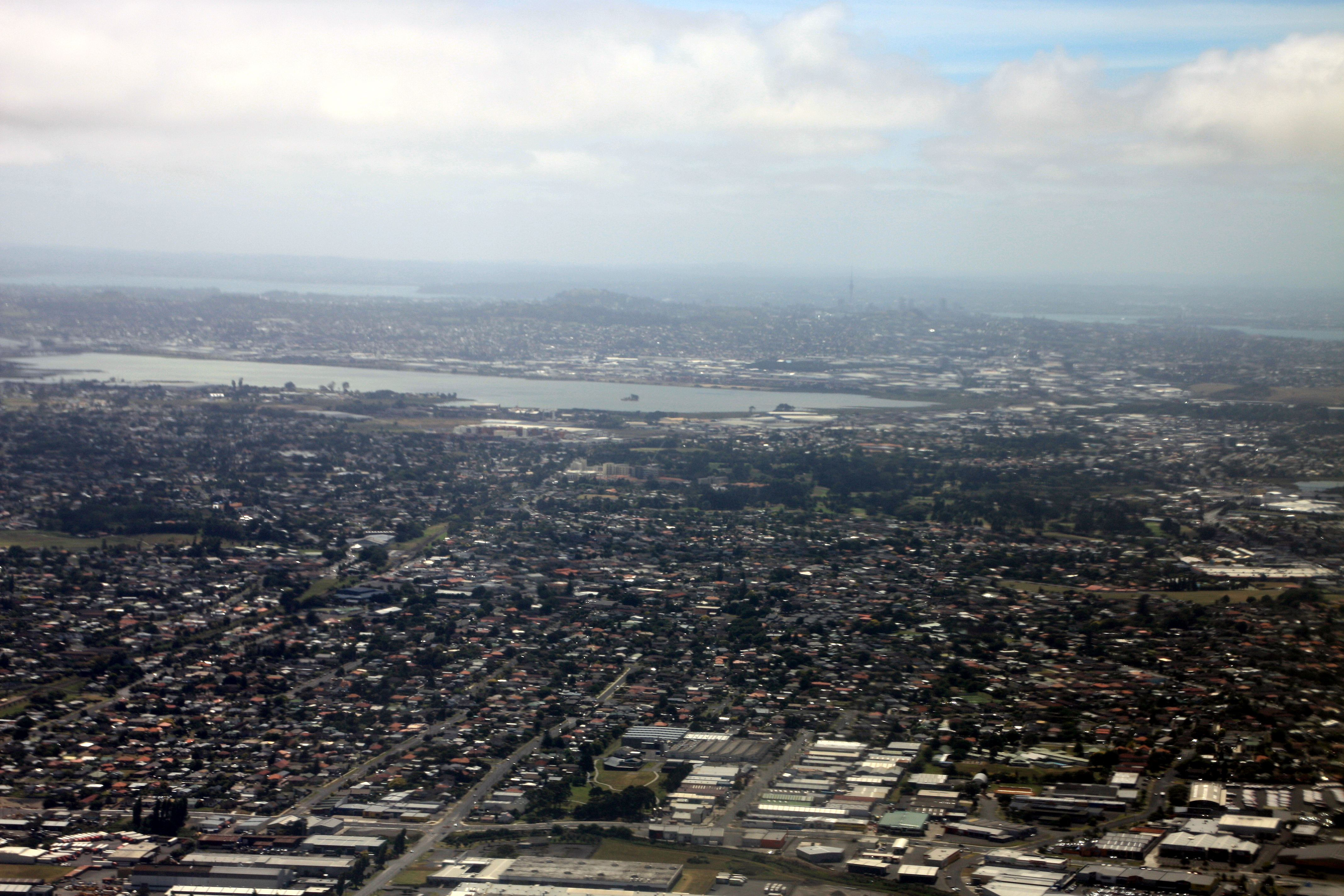
Vue aérienne de Māngere East, avec la crique de Mangere et Ōtāhuhu dans l’arrière plan, en 2009.

Mangere East (parfois orthographiée "Māngere East"), est une banlieue de la cité d’Auckland, située dans l’île du Nord de la Nouvelle-Zélande et sous la gouvernance du conseil d’Auckland.

## Situation
Elle est localisée dans le sud de la banlieue de Favona, au nord de Papatoetoe, à l’ouest de Middlemore, à l’est de Mangere et Mangere Bridge, et au sud-ouest de Otahuhu.

## Gouvernance
Elle est sous la gouvernance du conseil d’Auckland.

## Toponymie
En 2019, le nom de la banlieue a été officiellement enregistré  au niveau du journal officiel en tant que « Māngere East ».

## Démographie
Māngere East couvre 6,14 km2 et a une population estimée à 29 790 résidents en juin 2022 avec une densité de population de 4 852 personnes par km2.
La localité de Māngere East avait une population de 27 372 habitants lors du recensement de 2018 en augmentation de 2 298 personnes (9,2 %) depuis le recensement de 2013 et une augmentation de 3 051 personnes (12,5 %) depuis le recensement de 2006 en Nouvelle-Zélande.
Il y avait 5721 logements, contenant  13641 hommes et 13740 femmes donnant un sexe-ratio de 0,99 homme pour une femme, avec 7383 personnes (27,0 %) âgées de moins de 15 ans, 7224 personnes (26,4 %) âgées de 15 à 29 ans, 10632 personnes (38,8 %) âgées de 30 à 64 ans, et 2145 personnes (7,8 %) âgées de 65 ans ou plus.
L’ethnicité était pour 12,7 % européens/Pākehā, 15,9 % Māori, 65,2 % personnes du Pacifique, 20,1 % d’origine asiatique et 1,1 % d’une autre ethnicité. Les personnes peuvent s’identifier de plus d’une ethnicité en fonction de leur parenté.
Le pourcentage de personnes nées outre-mer était de 41,7 %, comparé avec les 27,1 % au niveau national.
Bien que certaines personnes choisissent de ne pas répondre aux questions du recensement à propos de l’affiliation à une religion, 15,1 % n’avaient aucune religion, 63,1 % étaient chrétiens (en), 1,8 % avaient  des croyances religieuses Māori (en), 6,6 % étaient  hindouistes (en), 5,3 % étaient musulmans, 1,2 % étaient bouddhistes (en) et 2,0 % avaient une autre religion.
Parmi ceux d’au moins 15 ans d’âge, 1974 personnes (9,9 %) avaient un niveau de licence ou un degré supérieur et 4461 personnes (22,3 %) n’avaient aucune qualification formelle.
1 224 personnes (6,1 %) gagnaient plus de 70.000 $ comparés aux 17,2 % au niveau national.
Le statut d’emploi de ceux d’au moins 15 ans d’âge, était pour 9780 personnes (48,9 %) : employées à plein temps, pour 2100 personnes (10,5 %) qui étaient à temps partiel et 1269 personnes (6,3 %) étaient sans emploi

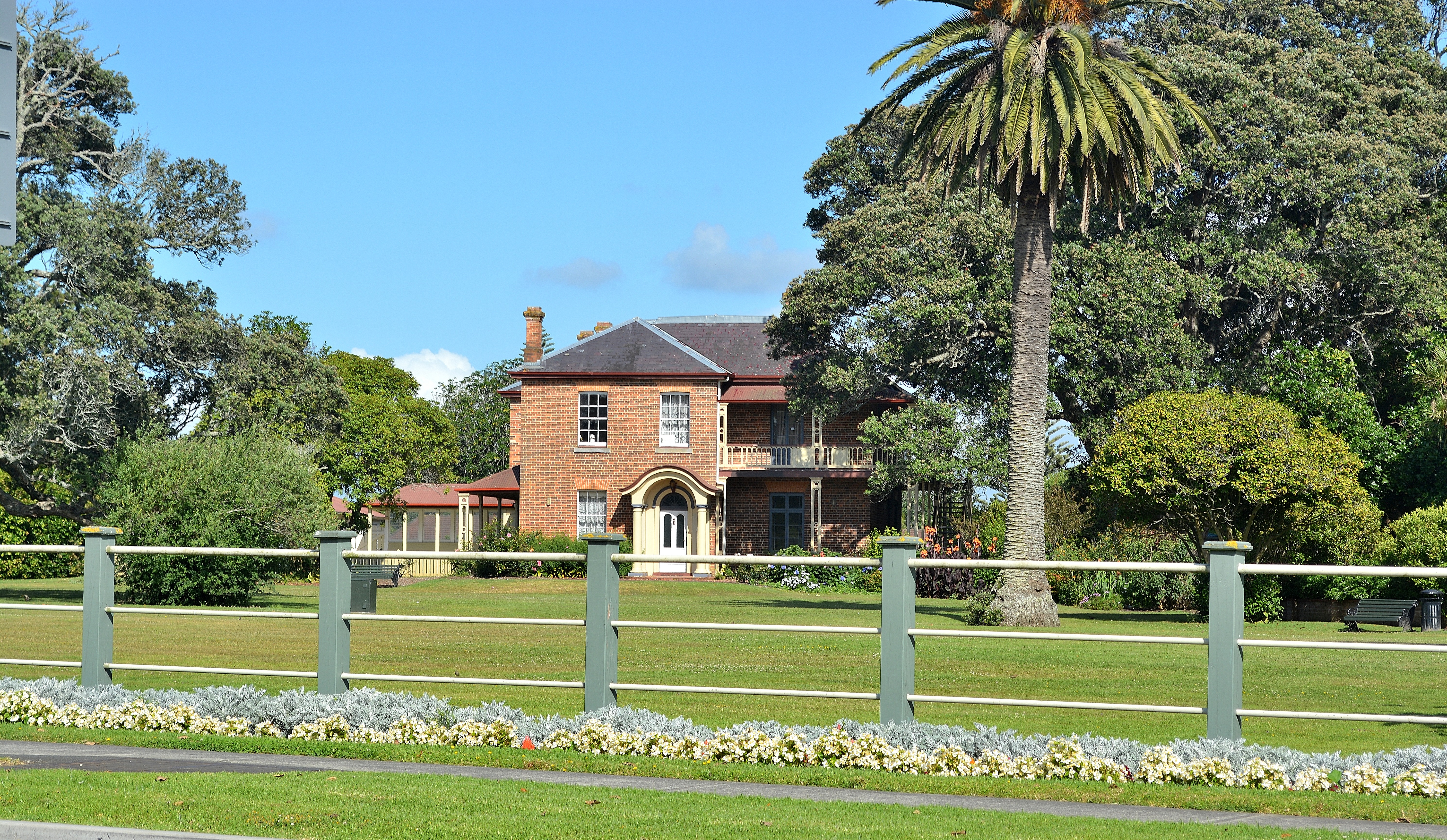
Propriété Massey

| Nom               | surface (km2) | Population | Densité (per km2) | logements | âge médian | revenus médian |
| ----------------- | ------------- | ---------- | ----------------- | --------- | ---------- | -------------- |
| Harania North     | 0,94          | 3762       | 4002              | 690       | 25,0 ans   | 21.600 $       |
| Sutton Park       | 0.73          | 3,831      | 5,248             | 711       | 26.8 years | 23.000 $       |
| Harania South     | 0,78          | 3375       | 4327              | 678       | 27,0 ans   | 22.600 $       |
| Massey Road West  | 0,69          | 3753       | 5439              | 846       | 28,2 ans   | 22.900 $       |
| Massey Road North | 0,86          | 3165       | 3680              | 747       | 29,6 ans   | 30.800 $       |
| Massey Road South | 0,32          | 1782       | 5569              | 378       | 28,4 ans   | 23.500 $       |
| Aorere North      | 0,33          | 1713       | 5191              | 354       | 27,6ans    | 22.500 $       |
| Māngere East      | 0,7           | 3930       | 4517              | 864       | 29,4 ans   | 28.200 $       |
| Aorere Central    | 0,62          | 2061       | 3324              | 453       | 30,3 ans   | 27.100 $       |
| Nouvelle-Zélande  |               |            |                   |           | 37,4 ans   | 31.800 $       |

## Installation de la communauté
- Tri Duc Temple, est un temple bouddhiste vietnamien, localisé dans la banlieue [4].

## Éducation
- L’école de Kedgley Intermediate School (en) est une école intermédiaire, accueillant les enfants des années 7 à 8 avec un effectif de 784 élèves[5].
- Les écoles de Robertson Road, Mangere East et Sutton Park School sont entièrement primaires, allant de l’année 1 à 8 avec respectivement : un effectif de  528  élèves,  537 élèves et   552 élèves[6],[7],[8].
- Les écoles de Kingsford et Papatoetoe North sont des écoles contribuant au primaire, allant de l’année 1 à 6 avec un effectif respectivement de  304 élèves et 811  élèves[9],[10]
- L’école catholique St Mary MacKillop est une école intégrée au public assurant intégralement le primaire, allant de l’année 1 à 8 avec un effectif de  325 élèves[11].
- Le  collège De La Salle (en) est une école secondaire catholique, intégrée au public pour garçons, allant de l’année 7 à 13, avec un effectif de  919 élèves[12].

Toutes ces écoles à l’exception de l’école « De La Salle » sont mixtes et les effectifs sont ceux de  novembre 2022

## Personnalités notables
- William Massey – Premier Ministre de la Nouvelle-Zélande de 1912 à 1925
- Tupou Neiufi – athlète des jeux du Commonwealth et des jeux Paralympiques[13].